# WTA Hua Hin
Das WTA Hua Hin ist ein professionelles Tennisturnier der WTA Tour, das 2019 in Hua Hin, Thailand unter dem Namen Thailand Open ausgetragen wird. Es ersetzt das Turnier von Taipeh.

## Endspiele

### Einzel
| Jahr                         | Siegerin          | Finalgegnerin    | Ergebnis       |
| ---------------------------- | ----------------- | ---------------- | -------------- |
| ↓ Kategorie: International ↓ |                   |                  |                |
| 2019                         | Dajana Jastremska | Ajla Tomljanović | 6:2, 2:6, 7:63 |
| 2020                         | Magda Linette     | Leonie Küng      | 6:3, 6:2       |
| ↓ Kategorie: 250 ↓           |                   |                  |                |
| 2023                         | Zhu Lin           | Lessja Zurenko   | 6:4, 6:4       |
| 2024                         | Diana Schneider   | Zhu Lin          | 6:3, 2:6, 6:1  |
| 2024-2                       | Rebecca Šramková  | Laura Siegemund  | 6:4, 6:4       |

### Doppel
| Jahr                         | Siegerinnen                         | Finalgegnerinnen             | Ergebnis          |
| ---------------------------- | ----------------------------------- | ---------------------------- | ----------------- |
| ↓ Kategorie: International ↓ |                                     |                              |                   |
| 2019                         | Irina-Camelia Begu Monica Niculescu | Anna Blinkowa Wang Yafan     | 2:6, 6:1, [12:10] |
| 2020                         | Arina Rodionova Storm Sanders       | Barbara Haas Ellen Perez     | 6:3, 6:3          |
| ↓ Kategorie: 250 ↓           |                                     |                              |                   |
| 2023                         | Chan Hao-ching Wu Fang-hsien        | Wang Xinyu Zhu Lin           | 6:1, 7:66         |
| 2024                         | Miyu Katō Aldila Sutjiadi           | Guo Hanyu Jiang Xinyu        | 6:4, 1:6, [10:7]  |
| 2024-2                       | Anna Danilina Irina Chromatschowa   | Eudice Chong Moyuka Uchijima | 6:4, 7:5          |